# 수화 (전한)
수화(綏和)는 중국 전한(前漢) 성제(成帝)의 일곱 번째 연호이다. 기원전 8년에서 기원전 7년까지 2년 동안 사용하였다. 기원전 7년 4월에 성제가 붕어하자 뒤를 이어 즉위한 애제(哀帝)가 남은 8개월 동안 이어서 사용하였으며 기원전 6년에 개원(改元)하였다.

## 연대대조표
| 수화                | 원년       | 2년        |
| 서력                | 기원전 8년 | 기원전 7년 |
| 육십간지 (六十干支) | 계축(癸丑) | 갑인(甲寅) |

## 같이 보기
- 중국의 연호

| 이전 연호 원연(元延) | 중국의 연호 전한(前漢) | 다음 연호 건평(建平) |